# Tipulomorpha
Infra-ordre
Synonymes
- Tipuliformia Lameere, 1936[1]
- Tipulimorpha Brues, Melander & Carpenter, 1954[1]

Les Tipulomorpha sont un infra-ordre d'insectes diptères nématocères.

## Liste des super-familles et familles
Selon BioLib (9 juin 2019) :
- super-famille Tipuloidea Hendel & Beier, 1938
  - famille Cylindrotomidae Schiner, 1863
  - famille Limoniidae Rondani, 1856
  - famille Pediciidae Osten Sacken, 1860
  - famille Tipulidae Latreille, 1802
- super-famille Trichoceroidea Hennig, 1973
  - famille Trichoceridae Edwards, 1923
- famille Archilimoniidae Krzemiński & Krzemińska, 2003 †